# Кузнецово (городской округ Клин)

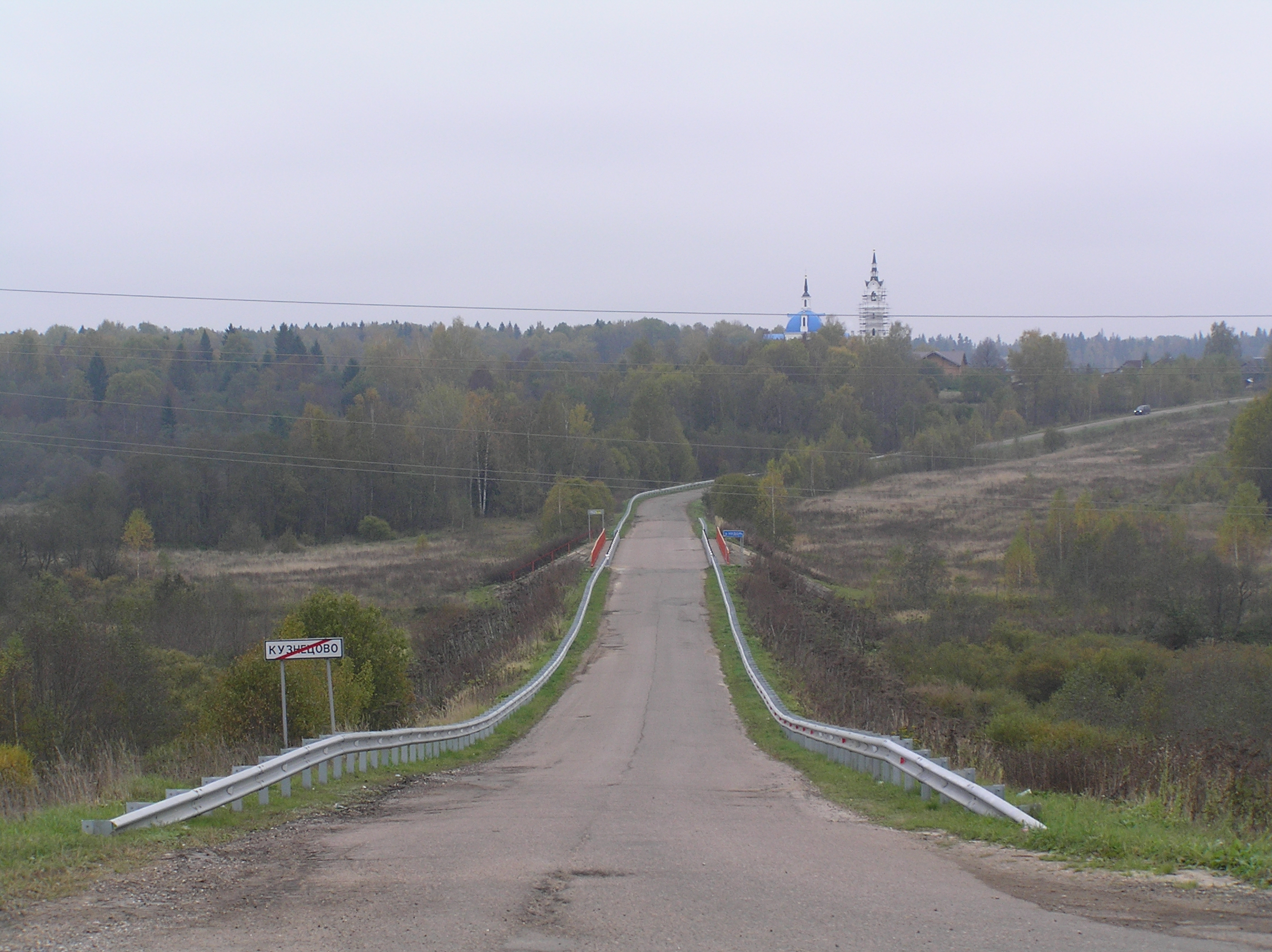

Кузнецово — деревня в Клинском районе Московской области, в составе Нудольского сельского поселения. Население — 493 чел. (2010). В 2001—2006 годах Кузнецово было центром Щекинского сельского округа.
Деревня расположена на юго-западе района, недалеко от границы с Солнечногорским, примерно в 35 км к юго-западу от райцентра Клин, на левом берегу реки Нудоль, высота центра над уровнем моря 185 м. Ближайшие населённые пункты — Хохлово на западе, Поджигородово на юге и Щекино на северо-востоке. Через деревню проходит региональная автодорога 46К-0170 Московское большое кольцо — Белозерки.

## Образование
В деревне располагается одна школа :
- Начальная школа – детский сад  «Радоница»[8]

## Население
| 2002 | 2006 | 2010 |
| ---- | ---- | ---- |
| 471  | ↗502 | ↘493 |